# نوآوری

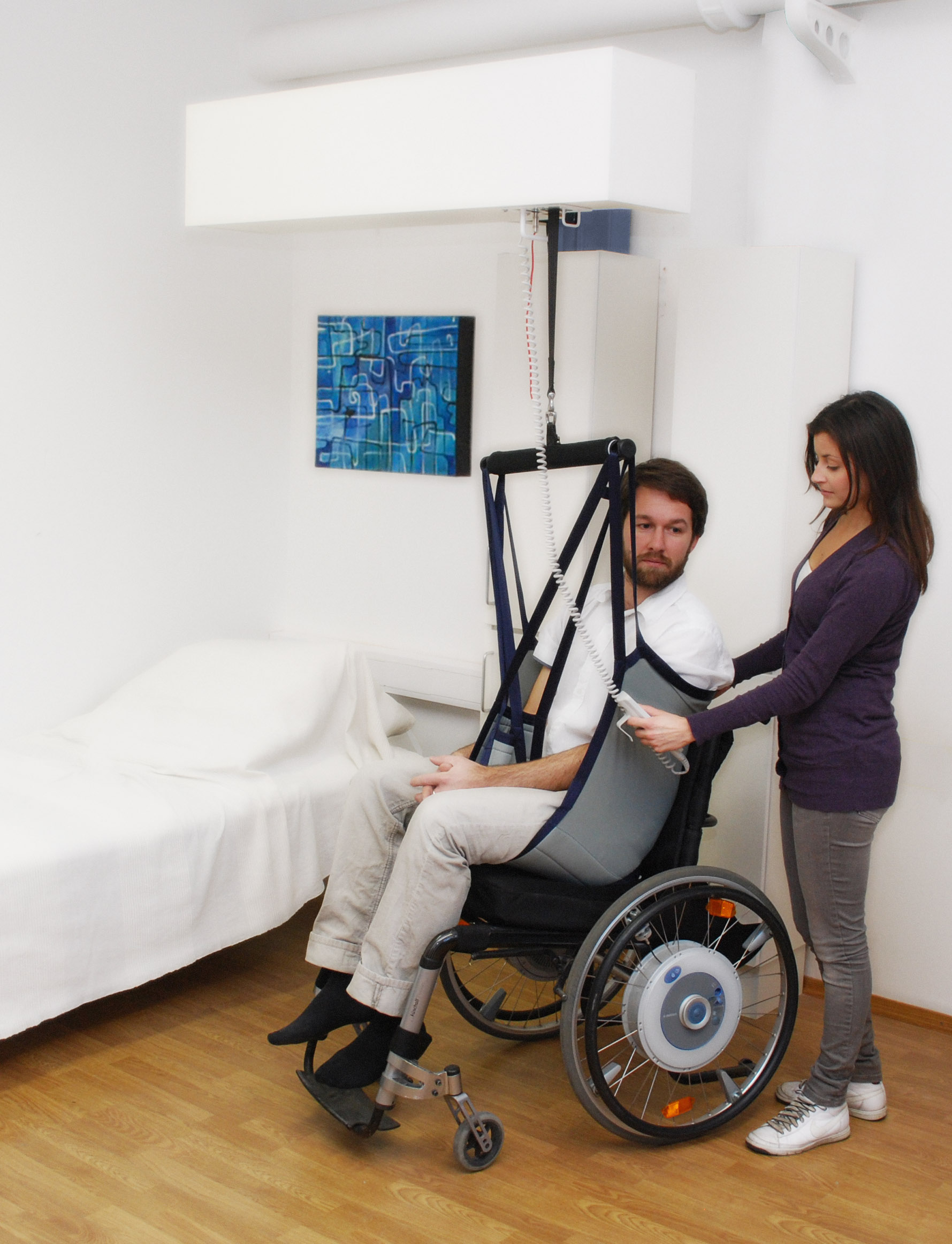
نمونه‌ای از یک نوآوری برای جابجایی فرد از تخت بروی ویلچر

نوآوری اجرای عملی ایده‌هایی است که منجر به ساخت کالاها یا خدمات جدید یا بهبود در ارائه کالا یا خدمات موجود می‌شود. استاندارد ISO TC 279 با عنوان Innovation management به معنای مدیریت نوآوری، نوآوری را اینگونه تعریف می‌کند: «یک موجودیت جدید یا تغییر یافته، که باعث ایجاد ارزش یا توزیع آن می‌شود». تعاریف متعدد دیگری نیز توسط افراد مختلف ارائه شده‌است؛ یک عنصر مشترک در اکثر این تعاریف، تمرکز بر جدید بودن، بهبود و توسعهٔ فناوری‌ها یا ایده‌ها است.
نوآوری اغلب از طریق توسعه محصولات، فرایندها، خدمات، فناوری‌ها، آثار هنری یا مدل‌های کسب‌وکار مؤثرتر صورت می‌گیرد که نوآوران در اختیار بازارها، دولت‌ها و جوامع قرار می‌دهند. نوآوری با اختراع مرتبط است، اما با آن یکسان نیست: نوآوری بیشتر مستلزم اجرای عملی یک اختراع برای ایجاد تأثیر معنادار در بازار یا جامعه است، و همه نوآوری‌ها به اختراع جدید نیاز ندارند.

## تعریف نوآوری
یک تعریف نوآوری، اجرای صحیح ایده‌های خلاق است. نوآوری عبارت است از انتخاب ایده‌های درست و اجرای صحیح فرایند تبدیل آن به محصولات، خدمات، و فرآیندهایی به منظور دستیابی به سود و رشد. اگر یک سرمایه‌گذار بخواهد ظرفیت نوآوری خود را افزایش دهد، سطح بالایی از خلاقیت مورد نیاز است. ایده جدید اشاره به درک نیاز جدید مشتری یا روش جدید تولید دارد و از طریق جمع‌آوری اطلاعات با دیدگاه کارآفرینانه توسعه می‌یابد. در فرایند کاربردی شدن ایده جدید، به صورت محصول، فرایند یا خدمت، به کاهش هزینه و افزایش بهره‌وری باید توجه شود. نوآوری زمانی رخ می‌دهد که ایده به صورت محصول، فر آیند یا خدمتی از چرخه فناوری و جویبار نوآوری، بتواند به کمک انجام دگرگونی‌های ناپیوسته در سازمان به امتیازهای حاصل از آن‌ها برسد. در واقع در دنیایی که سریع در حال تغییر است، ضرورت نوآوری افزایش میابد.لذا نوآوری برای رشد، ادامه دادن به رقابت، و تطبیق با نیازهای در حال تغییر مشتری، ضروری است.

## فرم‌های نوآوری
پدیده نوآوری چند بعدی و بسیار پیچیده‌است. "نوآوری همراه است با توان دیدن اتصالات، برای تعیین فرصتها و کسب مزیت از آنها. نوآوری، ایجاد تغییر است که در چندین فرم مختلف انجام می‌شود. نوآوری محصول Product Innovation از طریق تغییر در چیزها، نوآوری فرآیند Process Innovation از طریق تغییر در روش ایجاد و انتقال، نوآوری جایگاه Position Innovation از طریق تغییر در مفهوم معرفی محصولات و خدمات، و نوآوری الگو Paradigm innovation از طریق تغییر اصول مدلهای ذهنی که چارچوب فعالیتهای سازمان را شکل می‌دهد.

### نوآوری محصول
نوآوری محصول، معرفی کالا یا خدماتی است که با توجه به ویژگی‌ها و کاربرد مورد نظر، یا نوین است یا به‌طور قابل توجهی بهبود یافته‌است. بر اساس شواهد تحقیقاتی، ارتباط تنگاتنگی بین عملکرد بازار با محصولات جدید وجود دارد. ایجاد تمایز در محصول نیازمند نیازمند ایده نوین و کاربردی است. ایجاد تمایز شامل شکل، قابلیتها، شخصی‌سازی، کیفیت عملکرد، قابلیت انطباق، دوام، اطمینان، و سبک می‌شود. 

### نوآوری فرایند
نوآوری در فرایند، ایجاد یک جنبه نوین از فرایند یا نحوه پیاده‌سازی آن است؛ مثلاً سیستم پرداخت آنلاین به جای مراجعه حضوری به بانک نمونه ای از نوآوری فرایند است. همچنین آموزش آنلاین به جای حضور فیزیکی در کلاس، یک روش جدید آموزشی از طریق نوآوری در فرایند است.

### نوآوری جایگاه
نوآوری جایگاه از طریق معرفی مجدد یک محصول یا خدمت به بازار صورت می‌گیرد که منجر به تغییر درک مشتری از محصول و تغییر در کاربرد آن محصول می‌گردد؛ مثلاً معرفی محصولات مکمل غذایی کودکان به ورزشکاران به منظور بهبود عملکرد بدن پس از ورزش، یا ارائه خدمات پوستی و جراحی که قبلاً در مواقع تصادف و به منظور اصلاح ظاهری به کار می‌رفت، به کسانی که قصد زیبایی و جوان سازی دارند.

### نوآوری الگو
این شکل از نوآوری نیازمند آنالیز عناصر زیادی است و از طریق آن می‌توان به بازار متفاوتی دست یافت، کسب و کار را رونق بخشید، و موجبات از هم گسیختگی یک صنعت خاص را فراهم آورد؛ مثلاً استفاده از اپلیکیشن اسنپ برای گرفتن تاکسی، یک الگوی نوآورانه است که روش قبلی استفاده از تاکسی سرویس را متحول گردانده‌است.

## رویکرد نوآوری
یک وجه دوم برای ایجاد تغییر، سطح نوین بودن است که از سطوح پایین شروع می‌شود تا پس از عبور از بهبود افزایشی incremental improvements به تغییرات اساسی radical changes برسد که دگرگون کننده روش فکری ما و نحوه استفاده ما از آن است. گاهی اوقات این تغییرات در یک بخش یا فعالیت خاص، عادی هستند، ولی گاهی اوقات بسیار اساسی و دور از دسترس می‌باشند که می‌توانند اساس یک جامعه را تغییر دهند."ماتریس تکاملی گروه مشاوره ناویگانت، از طریق ایجاد ترکیب بین مدل کسب و کار نوین با تکنولوژی نوین، چهار بخش را شناسایی می‌نماید که منجر به معرفی سه رویکرد در نوآوری می‌گردد. نوآوری افزایشی، نوآوری نفوذی، و نوآوری رادیکال. در واقع نوآوری نفوذی در این ماتریس، دو بخش را به خود اختصاص می‌دهد. ایجاد تعادل و انسجام در پورتفولیوی سرمایه‌گذاری و ایجاد ترکیبات مناسب از نوآوری‌های تدریجی، نفوذی و رادیکال برای تطابق شرکت با واقعیات، از اهمیت بسزایی برخوردارند. این مهم نیاز به مدیریت مشخصه‌های تعاملی مدل‌های کسب و کار و تکنولوژی در طی ماتریس تکاملی دارد.

### نوآوری افزایشی (تدریجی) Incremental
نوآوری افزایشی اولین و ساده‌ترین روش نوآوری است که جایگاه آن در ماتریس پایین و سمت چپ است. در این رویکرد تغییرات کوچک، با تکیه بر مدل کسب و کار و تکنولوژی موجود، به‌طور تدریجی صورت می‌گیرد. این تغییرات کوچک می‌توان شامل افزودن یک قابلیت ساده جهت کسب ارزش بیشتر از محل محصولات و خدمات موجود باشد. میزان موفقیت شرکتها در این رویکرد بستگی به شرایط رقابتی بازار دارد؛ لذا تحت شرایط یک بازار خاص ممکن است این رویکرد موجب پیشرفت تدریجی محصول و منجر به کسب درآمد بهتر شود در حالی که در شرایط یک بازار بسیار رقابتی و پیشرفته این رویکرد ممکن است پاسخگوی نیاز و توقع مشتریان نباشد.

### نوآوری نفوذی Breakthrough
نوآوری نفوذی به مراتب پیچیده‌تر از نوآوری افزایشی است و اجرای آن مخاطره آمیز و نیازمند صرف منابع بیشتری از قبیل سرمایه، زمان، و نیروی انسانی می‌باشد. این رویکرد دو بخش در ماتریس را به خود اختصاص داده‌است لذا یک بار این رویکرد از طریق نفوذ در مدل کسب و کار نوین حاصل می‌شود که در سمت راست پایین ماتریس قرار می‌گیرد، و بار دوم از طریق نفوذ در تکنولوژی نوین حاصل می‌شود که جایگاه آن در بالا و سمت چپ ماتریس قرار می‌گیرد. این رویکرد در صورت موفقیت، پاداش خوبی برای سازمان به همراه خواهد داشت زیرا ارزش قابل توجهی برای مشتری نسبت به سایر کالا و خدمات موجود در بازار ایجاد می‌نماید. از طریف دیگر در صورت عدم موفقیت، هزینه‌های هنگفتی را بر کسب و کار تحمیل خواهد نمود.

### نوآوری رادیکال Radical
نوآوری رادیکال آخرین و دشوارترین رویکرد نوآوری است. در این رویکرد بهره‌برداری از مدل کسب و کار نوین و همچنین تکنولوژی نوین به‌طور همزمان صورت می‌گیرد؛ لذا این رویکرد در صورت موفقیت قادر است تغییرات اساسی در بازار رقابت و حتی در جامعه ایجاد نماید. اما به دلیل پیچیدگی و نیاز به صرف منابع زیاد، این نوآوری بسیار کمتر از انواع دیگر در بین کسب و کارهای مختلف به کار می‌رود.

## رتبه‌بندی نوآوری کشورها
بسیاری از مطالعات تحقیقاتی تلاش می‌کنند تا کشورها را براساس معیارهای نوآوری رتبه‌بندی کنند. زمینه‌های مشترک مورد بررسی عبارتند از: شرکت‌های فن آوری پیشرفته، تولید، اختراعات، تحصیلات دانشگاهی، تحقیق و توسعه، و پرسنل تحقیقاتی. رتبه‌بندی زیر براساس شاخص نوآوری بلومبرگ در سال ۲۰۱۶ است. با این حال، مطالعات ممکن است به‌طور گسترده متفاوت باشد؛ به عنوان مثال شاخص نوآوری جهانی در سال ۲۰۱۶ سوییس را به عنوان عدد دیگری رتبه‌بندی می‌کند که در آن کشورهایی مانند کره جنوبی و ژاپن حتی جزو ده کشور برتر هم نیستند.
| رتبه | کشور/ناحیه          | شاخص  |
| ---- | ------------------- | ----- |
| 1    | کرهٔ جنوبی           | ۸۷٫۳۸ |
| 2    | آلمان               | ۸۷٫۳  |
| 3    | فنلاند              | ۸۵٫۵۷ |
| 4    | سوئیس               | ۸۵٫۴۹ |
| 5    | اسرائیل             | ۸۴٫۷۸ |
| 6    | سنگاپور             | ۸۴٫۴۹ |
| 7    | سوئد                | ۸۴٫۱۵ |
| 8    | ایالات متحده آمریکا | ۸۳٫۲۱ |
| 9    | ژاپن                | ۸۱٫۴۰ |
| 10   | فرانسه              | ۸۱٫۶۷ |

| رتبه | کشور/ناحیه          | شاخص  |
| ---- | ------------------- | ----- |
| 1    | سوئیس               | ۶۷٫۲۴ |
| 2    | سوئد                | ۶۳٫۶۵ |
| 3    | ایالات متحده آمریکا | ۶۱٫۷۳ |
| 4    | هلند                | ۶۱٫۴۴ |
| 5    | بریتانیا            | ۶۱٫۳۰ |
| 6    | فنلاند              | ۵۹٫۸۳ |
| 7    | دانمارک             | ۵۸٫۴۴ |
| 8    | سنگاپور             | ۵۸٫۳۷ |
| 9    | آلمان               | ۵۸٫۱۹ |
| 10   | اسرائیل             | ۵۷٫۴۳ |

| رتبه | کشور/ناحیه          | شاخص |
| ---- | ------------------- | ---- |
| 1    | سنگاپور             | ۷۳   |
| 2    | سوئیس               | ۷۲   |
| 3    | بلژیک               | ۵۹   |
| 4    | آلمان               | ۵۵   |
| 5    | سوئد                | ۵۴   |
| 6    | ایالات متحده آمریکا | ۵۲   |
| 7    | بریتانیا            | ۵۲   |
| 8    | دانمارک             | ۵۱   |
| 9    | ایرلند              | ۵۱   |
| 10   | کرهٔ جنوبی           | ۵۱   |

## سیستم‌های نوآوری STI&DUI
برخی مطالعات به وجود دو سبک نوآوری، پژوهش بنیاد (scientific and technologically-based innovation) و تجربه بنیاد (learning-by-doing, by-using, and by-interacting) اشاره کرده‌اند. بنگاه‌ها روش‌های متفاوتی برای نوآوری در پیش می‌گیرند. سبک بنگاه‌ها به میزان زیادی به توانمندی بنگاه از قبیل مهارت‌ها و دانش موجود بستگی دارد. این دو سبک، از گونه‌های مختلف دانش استفاده کرده و دانش حاصل از آن‌ها نیز متفاوت است. سبک پژوهش بنیاد به‌طور مستقل تأثیر بیشتری در نوآوری تکنولوژیک دارد درحالی که سبک تجربه بنیاد تأثیر بیشتری بر نوآوری‌های غیر تکنولوژیک دارد. در سبک STI، حتی اگر یادگیری (ایده) برای حل مشکلی محلی آغاز شده باشد، از «دانش جهانی» استفاده می‌شود و منجر به افزایش دانش بالقوه جهانی می‌شود. بدیهی است دانش چه ای پیش نیاز این سبک نوآوری است؛ بنابراین می‌توان گفت در سبک نوآوری STI (مبتنی بر پژوهش) از نتایج فعالیت‌های تحقیق و توسعه و دانش مدون استفاده می‌شود. تجربه موفق کشورهای در حال توسعه نشان می‌دهد که سیاستهای STI که به خوبی با سیاستهای توسعه ملی کشورها ادغام شده‌اند به همراه تغییرات سازمانها و موسسات می‌توانند یاری کننده افزایش تولید، توسعه رقابت شرکتها، و حمایت از رشد سریع و ایجاد شغل باشند.
نوآوری سبک DUI (مبتنی بر تجربه) از دانش ضمنی استفاده کرده و در یادگیری تعاملی و روابط بین کارکنان حاصل می‌شود. این سبک نوآوری منجر به شکل‌گیری دانش چگونگی و دانش چه کسی شده، ضمنی و به شدت وابسته به زمینه و محلی است. در این سبک به جز انواع رسمی یادگیری، انواع غیررسمی نظیر یادگیری با کار، یادگیری با استفاده، یادگیری با تعامل و یادگیری با جستجو از جمله روش‌های اصلی یادگیری هستند. مطالعات تجربی نشان می‌دهد نوآوری موفق بستگی به توسعه پیوندها و ارتباطات بین بخش‌های طراحی، تولید و فروش در داخل سازمان و همچنین تعامل مداوم با کاربران محصول و حتی تأمین کنندگان مواد و کالا دارد.

### واژه‌شناسی دانش
دانش چهار بعد اصلی با ریشه‌های باستانی دارد: «دانستن چه چیزی» What، «دانستن چرایی» Why، «دانستن چگونگی» How و «دانستن چه کسی»who.
دانستن چه چیزی اشاره به واقعیت‌ها دارد: مثلاً اینکه چند نفر در این شهر زندگی می‌کنند؟ یا چه عناصری در ترکیب این ماده وجود دارد؟ بنابر به‌طور معمول دانش شبیه به چیزی است که آن را اطلاعات می‌نامیم که می‌تواند به ذراتی شکسته شود و به عنوان دیتا به کار رود. حوزه‌های پیچیده‌ای مانند پزشکی یا حقوق وجود دارد که متخصصان آن‌ها با این نوع دانش سر و کار زیادی دارند.
دانستن چرایی به دانشی اشاره دارد که دربارهٔ اصول و قوانین حرکت در طبیعت، در ذهن بشری و در جامعه است. این نوع دانش برای توسعه تکنولوژی در برخی حوزه‌های علمی مثل صنایع شیمیایی و الکترونیکی بسیار با اهمیت است. دسترسی به این نوع دانش معمولاً با سرعت بیشتری تکنولوژی را به پیش می‌راند و تناوب خطای فرآیندهای شامل آزمون و خطا را کاهش می‌دهد.تولید و بازتولید دانش چرایی، اغلب در سازمان‌های تخصصی مانند دانشگاه‌ها و مراکز پژوهشی سازماندهی می‌شود. برای دستیابی به این نوع دانش بنگاه‌ها باید با این گونه از سازمان‌ها تعامل داشته باشد. تعامل بنگاه‌ها با سازمان‌های تولید دانش چرایی ممکن است مستقیم یا با به‌کارگیری نیروی کاری که آموزش علمی دیده‌است، صورت گیرد.
دانستن چگونگی به مهارت‌هایی از قبیل توان انجام کار یک کار اشاره دارد که می‌تواند مرتبط با مهارتهای یک صنعتگر یا یک کارگر خط تولید باشد ولی در واقع نقش کلیدی در کلیه اقدامات اقتصادی ایفا می‌کند. تاجری که جنبه‌های مختلف بازار یک محصول را برای یک محصول جدید ارزیابی می‌کند، یا مدیر نیروی انسانی که نیروی کار را انتخاب می‌کند و آموزش می‌دهد، از دانستن چگونگی بهره میبجوید. یا کارگر ماهری که با ماشین ابزار پیچیده‌ای کار می‌کند، همه باید از دانش چگونگی استفاده کنند. دانش چگونگی ویژه کارگر ماهر است و معمولاً در کارآموزی از استاد می‌آموزد. در عملیات طراحی مهندسی نیز معمولاً راه حل‌هایی به کار گرفته می‌شود که مهندسان بدون اینکه الزاماً درک عمیقی از چرایی آن داشته باشند آن‌ها را یادگرفته و به کار می‌بندند. در عمل دانشمندان هم نیز به این مهرت‌ها نیاز دارند. دانش چگونگی به‌طور نوعی در داخل مرزهای بنگاه ایجاد شده و حفظ می‌شود. اما با افزایش پیچیدگی پایه دانشی بنگاه، ترکیب تقسیم کار و همکاری با سایر بنگاه‌ها، این نوع دانش گسترش می‌یابد. به همین دلیل دانش چه کسی اهمیت پیدا می‌کند.
دانستن چه کسی شامل مهارت‌های اجتماعی است. چه کسی چه چیزی می‌داند و چه کسی می‌داند چگونه چه کاری را انجام دهد. این دانش در واقع مهارت شکل‌دهی روابط اجتماعی با متخصصان برای دستیابی و استفاده از دانش آن هاست. این نوع دانش در اقتصادهای که در آن متخصصان به دلیل تقسیم کار گسترده بین سازمان‌ها به شدت پراکنده هستند، اهمیت زیادی دارد دانش چه کسی در محیط اجتماعی و در محیط آموزش تخصصی، گرد همایی‌ها، جوامع تخصصی و همین‌طور در تعامل با مشتریان، پیمانکاران و موسسات آموخته می‌شود. در نوآوری سبک STI، اهمیت زیادی به تولید دانش چرایی داده می‌شود. همان‌طور که گفته شد، مهم‌ترین منبع این نوع دانش، دانشگاه‌ها، مراکز پژوهشی، و آزمایشگاه‌های تحقیق و توسعه بنگاه‌های صنعتی بزرگ هستند. دانشمندان این موسسات برای برقراری ارتباط با سایر دانشمندان خارج از سازمان خود، ناچارند دانش کسب شده یا تولید شده را به صورتصریح و مستند (پتنت، مقاله و …) درآورند.

## انتشار نوآوری
پژوهش انتشار نوآوری برای اولین بار در سال 1903 توسط محقق برجسته گابریل تارد (Gabriel Tarde) آغاز شد، که برای اولین بار منحنی S شکل انتشار را ترسیم کرد. تارد فرایند تصمیم گیری نوآوری را به عنوان یک سری مراحل تعریف کرد که شامل موارد زیر است:
- دانش
- تشکیل نگرش
- تصمیم به پذیرش یا رد
- پیاده سازی و استفاده
- تایید تصمیم

پس از وقوع نوآوری، نوآوری ها ممکن است از شخص نوآور به سایر افراد و گروه ها منتقل شوند. این فرآیند پیشنهاد شده است که چرخه عمر نوآوری ها را می توان با استفاده از منحنی S یا منحنی انتشار توصیف کرد. منحنی S رشد درآمد یا بهره وری را در برابر زمان نمایش می دهد. در مرحله اولیه یک نوآوری خاص، رشد نسبتاً کند است زیرا محصول جدید خود را تثبیت می کند. در یک نقطه، مشتریان شروع به تقاضا می کنند و رشد محصول به سرعت افزایش می یابد. نوآوری های جزئی جدید یا تغییرات در محصول امکان ادامه رشد را فراهم می کند. در پایان عمر خود، رشد کند می شود و حتی ممکن است شروع به کاهش کند. در مراحل بعدی، هیچ مقدار سرمایه گذاری جدیدی در آن محصول نرخ بازگشت عادی را به همراه نخواهد داشت.
منحنی S از این فرضیه ناشی می شود که محصولات جدید ممکن است دارای "عمر محصول" باشند - یعنی یک مرحله راه اندازی، افزایش سریع درآمد و کاهش تدریجی. در واقع، اکثریت قریب به اتفاق نوآوری ها هرگز از پایین منحنی خارج نمی شوند و هرگز بازدهی عادی تولید نمی کنند.
شرکت های نوآور معمولاً در حال کار بر روی نوآوری های جدیدی هستند که در نهایت جایگزین فناوری های قدیمی می شوند. منحنی های S بعدی برای جایگزینی قدیمی ها و ادامه رشد به بالا می آیند. در شکل بالا، اولین منحنی یک فناوری فعلی را نشان می دهد. دومی یک فناوری نوظهور را نشان می دهد که در حال حاضر رشد کمتری دارد اما در نهایت فناوری فعلی را پشت سر می گذارد و منجر به رشد حتی بیشتر می شود. طول عمر به عوامل بسیاری بستگی خواهد داشت.